# Lhaviyani-atol
Het Lhaviyani-atol (Faadhippolhu-atol) is een bestuurlijke divisie van de Maldiven.
De hoofdstad van het Lhaviyani-atol is Naifaru.

## Geografische indeling

### Atollen
Het volgende atol maakt deel uit van het Lhaviyani-atol:
1. Faadhippolhu

### Eilanden
De bewoonde eilanden van het Lhaviyani-atol zijn:
1. Hinnavaru
2. Kurendhoo
3. Maafilaafushi
4. Naifaru
5. Olhuvelifushi

De onbewoonde eilanden van het Lhaviyani-atol zijn:
1. Aligau
2. Bahurukabeeru
3. Bodhuhuraa
4. Bodufaahuraa
5. Bodugaahuraa
6. Dhiddhoo
7. Dhiffushi
8. Dhirubaafushi
9. Faadhoo
10. Fainuaadhamhuraa
11. Fehigili
12. Felivaru
13. Fushifaru
14. Gaavelifaru
15. Govvaafushi
16. Hadoolaafushi
17. Hiriyaadhoo
18. Hudhufushi
19. Huravalhi
20. Kalhumanjehuraa
21. Kalhuoiyfinolhu
22. Kanifushi
23. Kanuhuraa
24. Kerudu
25. Komandoo
26. Kudadhoo
27. Lhohi
28. Lhossalafushi
29. Maabinhuraa
30. Maavaafushi
31. Madivari
32. Maduvvari
33. Maidhoo
34. Mayyaafushi
35. Medhadihuraa
36. Medhafushi
37. Meedhaahuraa
38. Mey-yyafushi
39. Musleiygihuraa
40. Okolhufinolhu
41. Palm Beach Island
42. Raiyruhhuraa
43. Selhlhifushi
44. Thilamaafushi
45. Varihuraa
46. Vavvaru
47. Veligadu
48. Veyvah
49. Vihafarufmolhu

Haa Alif-atol · Haa Dhaalu-atol · Shaviyani-atol · Noonu-atol · Raa-atol · Baa-atol · Lhaviyani-atol · Kaafu-atol · Alif Alif-atol · Alif Dhaal-atol · Vaavu-atol · Meemu-atol · Faafu-atol · Dhaalu-atol · Thaa-atol · Laamu-atol · Gaafu Alif-atol · Gaafu Dhaalu-atol · Gnaviyani-atol · Seenu-atol · Malé